# Мохамед Ель-Мунір
Мохамед Ель-Мунір (араб. محمد المنير, нар. 8 квітня 1992, Триполі) — лівійський футболіст, захисник клубу «Партизан».
Виступав, зокрема, за клуб «Ягодина», а також національну збірну Лівії.

## Клубна кар'єра
У дорослому футболі дебютував 2010 року виступами за команду клубу «Аль-Іттіхад» (Триполі), в якій провів один сезон. 
Своєю грою за цю команду привернув увагу представників тренерського штабу клубу «Ягодина», до складу якого приєднався 2011 року. Відіграв за команду з Ягодини наступні три сезони своєї ігрової кар'єри.
Згодом з 2014 по 2015 рік знову грав у складі команд клубів «Аль-Іттіхад» (Триполі) та «Ягодина».
До складу клубу «Динамо» (Мінськ) приєднався 2015 року. Відтоді встиг відіграти за мінських «динамівців» 11 матчів в національному чемпіонаті.

## Виступи за збірну
У 2012 році дебютував в офіційних матчах у складі національної збірної Лівії. Наразі провів у формі головної команди країни 9 матчів, забивши 2 голи.
У складі збірної був учасником Кубка африканських націй 2012 року у Габоні та Екваторіальній Гвінеї.

## Титули і досягнення
- Чемпіон Сербії (1):

«Партизан»: 2016-17
- Володар Кубка Сербії (2):

«Ягодина»: 2012-13
«Партизан»: 2016-17